# Algemas de Ouro
Algemas de Ouro é uma telenovela brasileira produzida e exibida pela RecordTV entre 3 de março de 1969 e 21 de março de 1970, às 19h15, substituindo A Última Testemunha e sendo substituída por As Pupilas do Senhor Reitor. Foi escrita por Benedito Ruy Barbosa e Dulce Santucci, sob direção de Dionísio Azevedo, Régis Cardoso e Waldomiro Baroni e direção geral de Walter Avancini. Foi a telenovela mais assistida no período em que era exibida.
Conta com Lolita Rodrigues, Ivan Mesquita, Altair Lima, Laura Cardoso, Susana Vieira, Fúlvio Stefanini, Maria Estela e Márcia Maria nos papéis principais.

## Produção

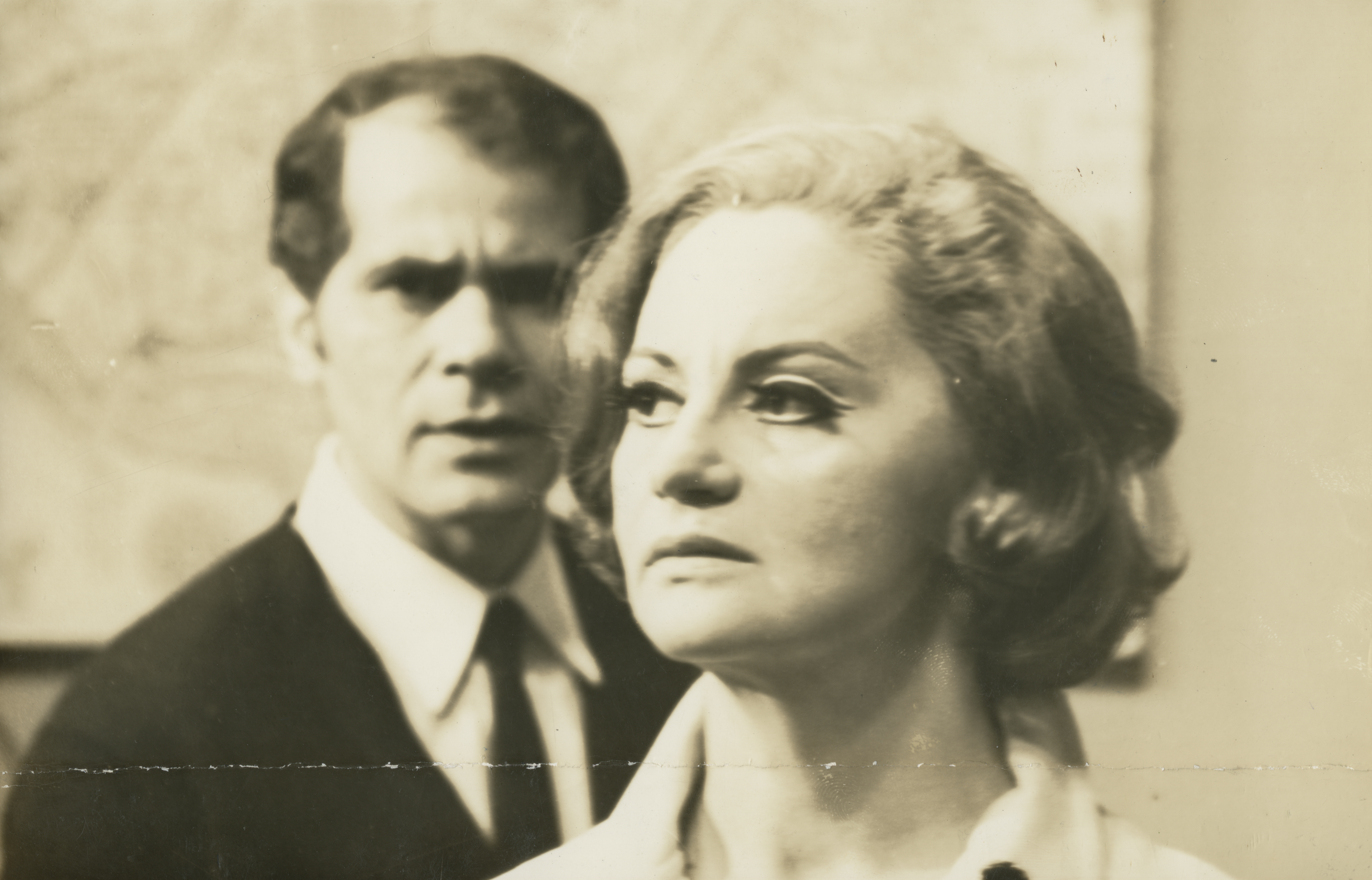
Laura Cardoso e Ivan Mesquita durante cena da novela.

Algemas de Ouro foi o projeto mais audacioso da emissora até então, tanto pelo alto investimento nos cenários, quanto por trazer um elenco que contava com alguns dos principais nomes da teledramaturgia brasileira, como Susana Vieira, Laura Cardoso, Rolando Boldrin, Lolita Rodrigues e Fúlvio Stefanini. Susana acumulou diversos trabalho simultaneamente, uma vez que havia protagonizado a telenovela anterior, A Última Testemunha, e também estava escalada para Seu Único Pecado, que estrearia em outubro, fazendo com que a atriz estivesse em duas novelas ao mesmo tempo.
Benedito Ruy Barbosa não terminou de escrever a novela, uma vez que seu contrato se encerrou em dezembro de 1969 e o autor preferiu assinar com a Rede Tupi visando um salário maior. Coube à Dulce Santucci – que fazia exatamente o caminho contrário, vinda da Tupi para a Record também por um salário mais alto – escrever os três últimos meses da história. Dulce pediu um referencial para Benedito de como ele imaginava o desfecho dos personagens para que pudesse continuar a trama.

## Enredo

Susana Vieira, Laura Cardoso e Fúlvio Stefanini nos bastidores ensaiando.

Linda e Alexandre arrastam um casamento falido há anos, que chega ao fim quando ela descobre o caso do marido com Tide, preferindo pedir o divórcio e ser taxada de desquitada – algo incomum para a época – do que viver na infelicidade, chocando os quatro filhos: Moacir, Lene, Marcos e Lu. Moacir vive um romance conturbado com Glória, moça rica e filha do deputado Agenor Venturini e da socialite Estela, que querem que ela se case com o tradicionalista Toninho. Lene é apaixonada pelo primo Cícero, mas a tia Joana é contra. Marcos tem uma paixão platônica pela vedete Fátima, amiga de Roberta, a amante do deputado. Já a adolescente Lu sofre as humilhações de Cássia no colégio. 
Os problemas começam quando Linda começa um novo amor com o também recém-divorciado Cláudio, cuja ex-mulher Leonor não aceita o fim e passa a infernizá-lo e manipulá-lo através do filho pequeno Claudinho. Além disso, a ambiciosa Tide também se interessa por Moacir.

## Elenco
| Ator               | Personagem                        |
| ------------------ | --------------------------------- |
| Lolita Rodrigues   | Linda Ribeiro Alves               |
| Ivan Mesquita      | Alexandre Ribeiro Alves           |
| Altair Lima        | Cláudio Barroso                   |
| Laura Cardoso      | Leonor Barroso                    |
| Susana Vieira      | Mathilde Ramos (Tide)             |
| Fúlvio Stefanini   | Moacir Ribeiro Alves              |
| Maria Estela       | Glória Venturini                  |
| Márcia Maria       | Marlene Ribeiro Alves (Lene)      |
| Rolando Boldrin    | Cícero Ribeiro Fragoso            |
| Lia de Aguiar      | Estela Venturini                  |
| Dionísio Azevedo   | Deputado Agenor Venturini         |
| Geórgia Gomide     | Roberta                           |
| Linda Gay          | Joana Ribeiro Fragoso             |
| Roberto Bolant     | Marcos Ribeiro Alves              |
| Reny de Oliveira   | Lúcia Ribeiro Alves (Lu)          |
| Íris Bruzzi        | Fátima                            |
| Adriano Stuart     | Bira                              |
| Edy Cerri          | Cássia                            |
| Ademir Rocha       | Toninho                           |
| Sérgio Mamberti    | Miro                              |
| Fernando Balleroni | Delegado Brancatto                |
| Yolanda Cardoso    | Maria Aparecida                   |
| Wanda Kosmo        | Adélia                            |
| Célia Rodrigues    | Clotilde                          |
| David Netto        | Custódio                          |
| Rogério Márcico    | Brandini                          |
| Arnaldo Weiss      | Marenga                           |
| Jonas Bloch        | Otávio                            |
| Teresa Campos      | Antonieta                         |
| Ivanise Senna      | Paula                             |
| J. França          | Emanuel                           |
| Lucy Martins       | Denise                            |
| Nair Abade         | Tiana                             |
| Nancy Helena       | Maria Isabel                      |
| Marili Gomes       | Verinha                           |
| Mário Roquete      | Mário                             |
| Haroldo Botta      | Cláudio Barroso Filho (Claudinho) |

### Participações especiais
| Ator                      | Personagem      |
| ------------------------- | --------------- |
| Nilo Márcio               | Cláudio (jovem) |
| Ivan Lima                 | Deputado        |
| Jardel Mello              | Deputado        |
| Monetti Baroni            | Valéria         |
| Manoel Luís Aranha        | Fábio           |
| Ana Luiza Caravelas       | Maísa           |
| Benedita Silva            | Jesuína         |
| Antônio Ghigonetto        | Humberto        |
| Maria Aparecida Lupifieri | Jussara         |
| Ronald Antonucci          | Garô            |
| Márcio Antonucci          | Zorba           |